# Jemo
Pour l'ancien nom de voilier (Jemo), voir Wilde Swan (1920).
Jemo (en marshallais : Jemo̧ ou  Jāmo̧,) est une île de corail inhabitée dans l'Océan Pacifique, dans la Chaîne de Ratak des Îles Marshall au nord-est de l'atoll de Likiep. L'île est de forme ovale et occupe l'extrémité sud-ouest d'une étroite crête sous-marine qui s'étend au nord-est sur plusieurs kilomètres. Sa superficie totale n'est que de 0,16 km2. L'île est traditionnellement tenue comme réserve alimentaire pour la famille de Joachim et Lijon de Brum, transmise à Lijon debrum par Iroijlaplap Lobareo et appartient aux familles de propriétaires terriens actuels de Likiep de Joachim et Lijon debrum, les petits-enfants d'Iroijlaplap Jortõka de Ratak Eañ.
Les européens ont rapporté pour la première l'existence de l'île de Jemo lors de l'expédition espagnole de Miguel López de Legazpi, le 10 janvier 1565.